# La Serna
La Serna ist ein Ort und eine nordspanische Gemeinde (municipio) mit 93 Einwohnern (Stand: 2024) in der Provinz Palencia der Autonomen Gemeinschaft Kastilien-León.

## Lage und Klima
La Serna liegt in der altkastilischen Meseta in einer Höhe von ca. 865 m. Die Provinzhauptstadt Palencia befindet sich gut 55 km (Fahrtstrecke) südsüdöstlich. Das Klima im Winter ist kühl, im Sommer dagegen trotz der Höhenlage gemäßigt bis warm; Niederschläge (ca. 659 mm/Jahr) fallen überwiegend im Winterhalbjahr.

## Bevölkerungsentwicklung
| Jahr      | 1970 | 1981 | 1991 | 2001 | 2011 | 2021 |
| Einwohner | 219  | 152  | 147  | 128  | 112  | 94   |

## Sehenswürdigkeiten
- Marienkirche

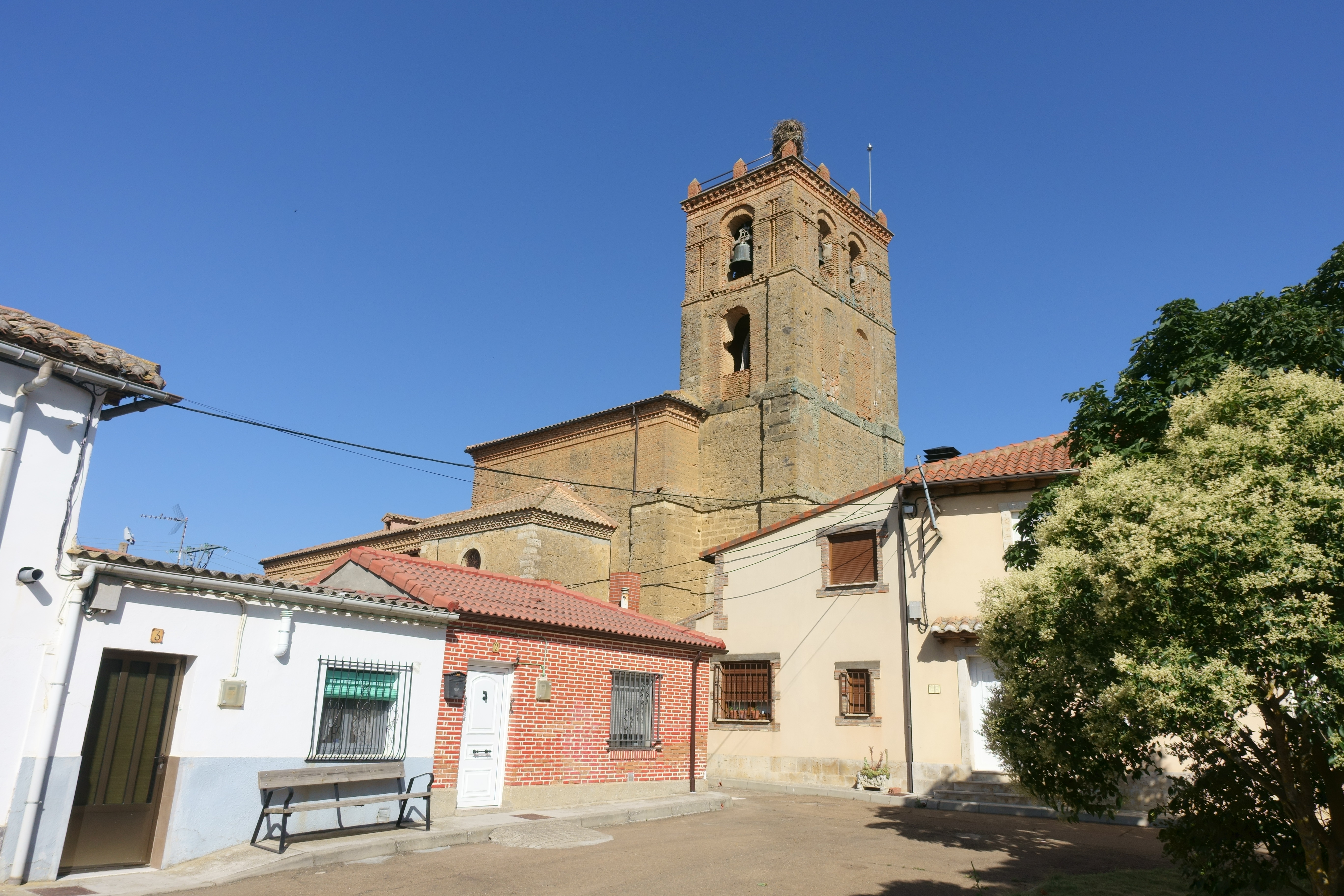
Kirche Mariä Himmelfahrt
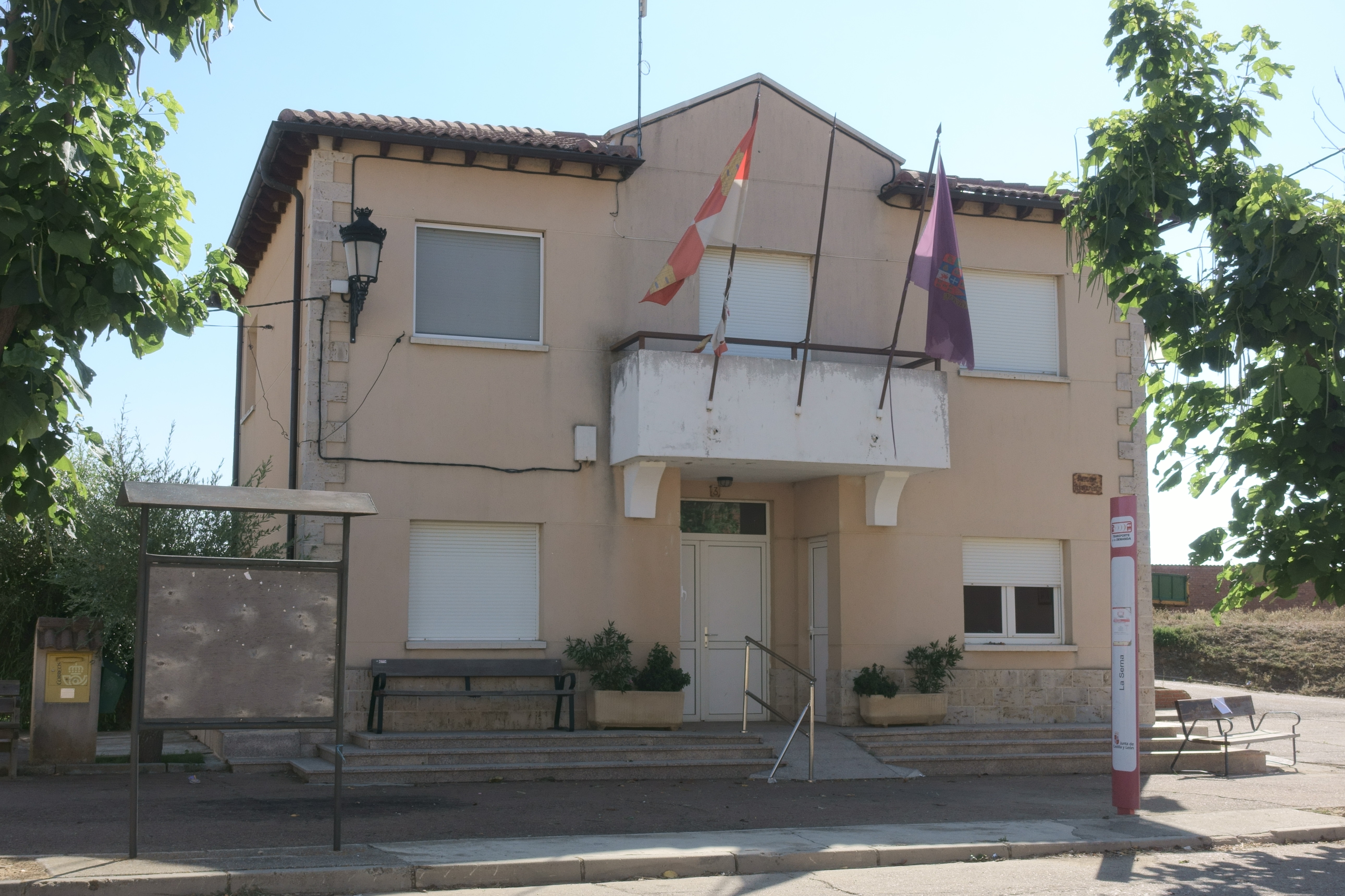
Rathaus